# MV Elwha
MV Elwha je trajekt třídy Super, který provozují Washington State Ferries, momentálně na lince mezi Anacortes a souostrovím svatého Jana. Je jedna ze dvou trajektů flotily, které mají licenci pro mezinárodní plavby, jelikož splňuje určitá kritéria Mezinárodní úmluvy o bezpečnosti života na moři (SOLAS). Tím druhým trajektem je MV Chelan, který je nyní jediným trajektem na trase mezi Anacortes a kanadským Sidney. Elwha se na trasu vrátila na podzim roku 2011.

## Nehody
Loď je známá svou náklonností k různým nehodám, už několikrát se stalo, že narazila do doku, vyplula až na zem, nebo byla zatažena na neplánované alternativní cesty, což všechno vyústilo v propuštění dvou z jejích kapitánů.
- Po vyšetřování se zjistilo, že kapitán Charles Petersen porušil několik pravidel chování trajektového systému, když v červenci 1996 zavedl trajekt MV Elwha více než dvacet kilometrů daleko od plánované cesty a přistál s ní na půdě jednoho z ostrovů souostroví svatého Jana. Přestože plánovaná cesta mezi Anacortes a Sidney vede podél severního pobřeží ostrova svatého Jana, kapitán ji vedl podél jeho jižního břehu, kde poškodil spodek lodi v místě, kde se nachází mělčina. Petersen byl nejprve obviněn pouze z přivedení nebezpečí pro loď, pasažéry i posádku neoprávněnou objížďkou, ale jeho močový test byl také pozitivní na marihuanu. Poté byl ihned propuštěn od Washington State Ferries a přišel o licence pobřežní stráže a obchodního námořnictva.

- 2. října 1983 udělal kapitán Billy Fittro neoprávněnou odbočku do Brusného záliva na pobřeží Velrybího ostrova, aby poskytl jedné z jeho cestujících výhled na její dům z kormidelníkovy kabiny. Přitom ale loď narazila do útesu, najela na zem a byla poškozena se škodami až 250 tisíc amerických dolarů. Kapitán Fittro později rezignoval ze svého postu a jeho dozorce, kapitán Nick Tracy, byl propuštěn pro pokus o popření nehody. V roce 1989 byl útes, do kterého loď nabourala, pojmenován Elwha Rock.

- V lednu 1994 způsobil výpadek proudu v lodi náraz do terminálu v Anacortes, čímž byla způsobena škoda asi 500 tisíc dolarů.

- 8. září 1999 způsobila porucha softwaru náraz lodě do terminálu na Velrybím ostrově, čímž bylo na lodi uvězněno 158 cestujících. Dlouhou dobu byl provoz terminálu přerušen a zatímco loď utrpěla škody v hodnotě 40 tisíc dolarů a terminál až 2,5 milionu dolarů.